# Шёнберг, Дэвид
Дэвид Шёнберг (1911—2004) — английский физик-экспериментатор, член Лондонского королевского общества (1953).
Сын Исаака Шенберга, изобретателя одной из первых систем телевидения высокой чёткости и Эстер Эйзенштейн. В 1935—1973 гг. работал в Лаборатории Монда в Кембридже (с 1947 г. — директор) и с 1944 г. — также в Кембриджском университете (с 1973 г. — профессор и руководитель направления низкотемпературной физики в Кавендишской лаборатории).
Работы по физике твердого тела, физике низких температур, сверхпроводимости, магнетизму. Открыл эффект де Хааза — ван Альфена во многих металлах, в 1939 г. построил его теорию и использовал для определения формы и размеров поверхности Ферми металлов. Благодаря Шёнбергу этот эффект превратился в мощное средство исследования поверхности Ферми. В частности, изучил энергетический спектр висмута и определил его поверхность Ферми. Выполнил пионерские исследования глубины проникновения магнитного поля в сверхпроводник. Внес вклад в изучение сверхпроводящего состояния.